# Lista över Skottlands regenter

Skottlands riksvapen fram till 1603.

Lista över Skottlands regenter upptar de personer som har varit Kungariket Skottlands statschefer. Enligt traditionen var Kenneth MacAlpin (Cináed mac Ailpín) den förste som var Skottarnas konung (engelska King of Scots), som grundade staten år 843. Distinktionen mellan kungariket Alba/Skottland och pikternas kungarike är resultatet av senare medeltida mytbildning och missförstånd genom en ändring i benämning, genom att Rex Pictorum (Pikternas konung, engelska King of the Picts) blir ri Alban (Kung av Alba, engelska King of Alba) under Donald II, då annalerna ändrade språk från latin till folkspråket mot slutet av 800-talet. Då hade nämligen ordet Alba på gaeliska kommit att avse pikternas kungarike snarare än Britannien (som var dess äldre betydelse).
Pikternas kungarike blev helt enkelt känt som Kungariket Alba på gaeliska, vilket sedermera på engelska blev känt som Skottland (engelska Scotland); termerna finns kvar i båda språken än idag. Senast i slutet av 1000-talet använde skotska kungar termen rex Scottorum, eller Skottarnas konung (engelska King of Scots), när de benämnde sig själva på latin. Titeln Skottarnas konung slutade användas 1707 när Kungariket Skottland gick samman med Kungariket England för att bilda Kungariket Storbritannien. Därigenom blev drottning Anna Skottlands sista monark (och samtidigt Englands sista) och Storbritanniens första. De två kungarikena hade haft samma monark sedan 1603 (se Kronornas förening) och Karl II var den siste skotske monark som faktiskt kröntes i Skottland, vid Scone 1651.

## Kröningseden
Kröningseden, som svors av samtliga skotska regenter från Jakob VI till Karl II godkändes av Skottlands parlament 1567 (svensk översättning och engelskt original):
| ” | Jag, N.N., lovar högtidligen, i den evige, min Guds närvaro, att jag, under hela min levnadstid, skall tjäna samme evige, min Gud, till min yttersta makt, enligt vad Han har föreskrivit i sitt heliga ord, uppenbarat och bevarat i Nya och Gamla testamentet; och enligt samma ord skall upprätthålla Jesu Kristi sanna religion, predikan av Hans heliga ord, och rätt utföra hans sakrament, nu erhållna och utförda i riket; och skall avskaffa och motverka all falsk religion som motsäger densamma; och skall styra över folket, som har anförtrotts i min vård, enligt Guds vilja och bud, uppenbarat i hans förutnämnda ord, och enligt de härliga lagar och föreskrifter, som har erhållits i detta rike, på intet sätt motsägande sagda ord från den evige, min Gud; och skall handla till det yttersta för Guds kyrka och allt kristet folk sann och perfekt fred i alla kommande tider; rättigheterna och skyldigheterna, med alla Skottlands kronas rättfärdiga privilegier, skall jag bevara och hålla obestridda, varken skall jag överföra eller fjärma mig från desamma; jag skall förbjuda och förtrycka alla ansatser och försökt till stöld, förtryck och alla sorters fel; i alla domar, skall jag beordra och försäkra, att rättvisa och rimlighet ges alla varelser utan undantag, såsom han är nåderik mot dig och mig, som är herre och fader över all nåd; och i hela mitt land och rike skall jag noga utrota allt kätteri och fiender till den sanna gudsdyrkan, som skall dömas av Guds sanna kyrka för sagda brott; och dessa saker ovan skrivna försäkrar jag ärligt genom min högtidliga ed. | „ |

| ” | I, N.N., promise faithfully, in the presence of the eternal, my God, that I, enduring the whole Course of my Life, shall serve the same Eternal, my God, to the utmost of my Power, accordingly as he required in his most Holy Word, revealed and contained in the New and Old Testament; and according to the same Word shall maintain the true Religion of Jesus Christ, the preaching of his Holy Word, and due and right administration of his Sacraments, now received and practised within this Realm; and shall abolish and oppose all false Religion contrary to the same; and shall rule the People committed to my Charge, according to the Will and Command of God, revealed in his foresaid Word, and according to the lovable Laws and Constitutions received in this Realm, in no way repugnant to the said Word of the Eternal, my God; and shall procure to my utmost to the Kirk of God and whole Christian people true and perfect Peace in all times coming; the Rights and Rents, with all just privileges of the Crown of Scotland, I shall preserve and keep inviolate, neither shall I transfer nor alienate the same; I shall forbid and repress in all Estates and all Degrees theft, Oppression and all kind of Wrong; in all Judgements, I shall command and procure that Justice and Equity be kept to all creatures without exception, as he be merciful to me and you that is the Lord and Father of all Mercies; and out of all my lands and empire I shall be careful to root out all Heresy and Enemies to the true Worship of God, that shall be convicted by the true Kirk of God of the foresaid Crimes; and these Things above-written I faithfully affirm by my solemn Oath. | „ |

Den kröningsed som svors av Maria II, Vilhelm II och Anna godkändes av Skottlands parlament den 18 april 1689. Eden löd på följande vis:
| ” | VI Vilhelm och Maria, Kung och Drottning av Skottland, lovar och svär ärligen, genom denna vår högtidliga ed, i den evige Gudens närvaro, att under hela vår livstid skall vi tjäna samme evige Gud, med all vår makt, såsom han har föreskrivit i sitt heliga ord, uppenbarat och bevarat i Nya och Gamla testamentet; och enligt samma ord skall upprätthålla Jesu Kristi sanna religion, predikan av hans heliga ord och rätt utförande av sakramenten, nu erhållna och predikade inom riket Skottland; och skall avskaffa och motstå all falsk religion, som motsäger densamma, och skall styra över folket, som har anförtrotts i vår vård, enligt Guds vilja och bud, uppenbarat i hans tidigarenämnda ord, och enligt den lovvärda lagar och föreskrifter, som har erhållits i detta rike, på intet sätt motsägande sagda ord från den evige Guden; och skall till vår yttersta makt säkerställa till Guds kyrka och allt kristet folk sann och perfekt fred för alla kommande tider. Att vi skall bevara och hålla obestridda rättigheterna och skyldigheterna, med alla Skottlands kronas rättfärdiga privilegier, varken skall vi överföra eller fjärma oss från desamma; att vi skall förbjuda och förtrycka alla ansatser och försökt till stöld, förtryck och alla sorters fel. Och vi skall beordra och säkerställa, att rättvisa och likhet i alla domar ska ges alla personer utan undantag, oss skall Gud och all nåds fader vara nådefull. Och vi skall vara noga med att utrota alla kättare och fiender till den sanna gudsdyrkan, som skall dömas av Guds sanna kyrka för sagda brott, uti våra land och skotska rike. Och vi försäkrar ärligt ovannämnda saker genom vår högtidliga ed. | „ |

| ” | WE William and Mary, King and Queen of Scotland, faithfully promise and swear, by this our solemn Oath, in presence of the Eternal God, that during the whole Course of our Life we will serve the same Eternal God, to the uttermost of our Power, according as he has required in his most Holy Word, revealed and contained in the New and Old Testament; and according to the same Word shall maintain the true Religion of Christ Jesus, the preaching of his Holy Word, and the due and right Ministration of the Sacraments, now received and preached within the Realm of Scotland; and shall abolish and gainstand all false Religion contrary to the same, and shall rule the People committed to our Charge, according to the Will and Command of God, revealed in his aforesaid Word, and according to the laudable Laws and Constitutions received in this Realm, no ways repugnant to the said Word of the Eternal God; and shall procure, to the utmost of our power, to the Kirk of God, and whole Christian People, true and perfect Peace in all time coming. That we shall preserve and keep inviolated the Rights and Rents, with all just Privileges of the Crown of Scotland, neither shall we transfer nor alienate the same; that we shall forbid and repress in all Estates and Degrees, Reif, Oppression and all kind of Wrong. And we shall command and procure, that Justice and Equity in all Judgments be kept to all Persons without exception, us the Lord and Father of all Mercies shall be merciful to us. And we shall be careful to root out all Heretics and Enemies to the true Worship of God, that shall be convicted by the true Kirk of God, of the aforesaid Crimes, out of our Lands and Empire of Scotland. And we faithfully affirm the Things above-written by our solemn Oath. | „ |

## Namn
Under medeltiden talades i Skottland gaeliska och därför återges namnen först på svenska, därefter på modern engelska (som är Skottlands nuvarande största språk) i de fall de skiljer sig från svenskan och, såvitt de är kända, på modern och medeltida gaeliska. I vissa fall har namnen fått en viss grundform på svenska (såsom att James har blivit Jakob, Charles har blivit Karl etcetera) och det är dessa namn, som används här.

## Ätten Alpin (843–1034)
Kenneth MacAlpins styre inleder vad som kallas huset Alpin, ett helt modernt påfund. Kenneth MacAlpins ättlingar delades i två grenar; kronan växlade mellan de båda, och en kungs död inom den ena grenen påskyndades ofta av krig eller en pretendent från den andra. Malkolm II var den siste kungen av ätten Alpin; under sin regering krossade han allt motstånd och, då han inte hade några söner, lyckades överföra kronan till sin dotters son Duncan I, som därmed grundade ätten Dunkeld.
| Namn Svenska · Modern engelska Modern gaeliska · Medeltida gaeliska Smeknamn på gaeliska [med svensk översättning]    | Bild | Födelse                                                               | Tillträde                                              | Frånträde                                                                | Död                                                                      | Källor        |
| --- | ---- | --------------------------------------------------------------------- | ------------------------------------------------------ | ------------------------------------------------------------------------ | ------------------------------------------------------------------------ | ------------- |
| Kenneth I (Coinneach mac Ailpei · Cináed mac Ailpín/Ciniod m. Ailpin · An Ferbasach [Erövraren])                      |      | Cirka 810 son till Alpín mac Echdach                                  | Kung 843                                               | 13 februari 858 i Cinnbelachoir                                          | 13 februari 858 i Cinnbelachoir                                          | [ 3 ] [ 4 ]   |
| Donald I (Dòmhnall mac Ailpein · Domnall mac Ailpín)                                                                  |      | 812 son till Alpín mac Echdach                                        | Kung 858 vid brodern Kenneths död                      | 13 april 862 i Cinnbelachoir eller Rathinveralmond                       | 13 april 862 i Cinnbelachoir eller Rathinveralmond                       |               |
| Konstantin I (Constantine I) (Còiseam mac Choinnich · Causantín mac Cináeda · An Finn-Shoichleach [Storvindrickaren]) |      | Okänt födelseår son till Kenneth I                                    | Kung 862 vid Donald I:s död                            | 877 möjligtvis i Atholl                                                  | 877 möjligtvis i Atholl                                                  | [ 5 ]         |
| Aed (Áed) (Aodh mac Choinnich · Áed mac Cináeda)                                                                      |      | Före 858 son till Kenneth I                                           | Kung 877 vid Konstantin I:s död                        | 878 i Strathallan                                                        | 878 i Strathallan                                                        |               |
| Giric (Griogair mac Dhunghail · Giric mac Dúngail · Mac Rath [Lyckans son])                                           |      | Okänt födelseår troligtvis son till Donald I                          | Kung 878 vid Aeds död (möjligen samregent med Eochaid) | 889                                                                      | Okänt dödsår                                                             | [ 6 ]         |
| Eochaid (Eochaid mac Run)                                                                                             |      | Okänt födelseår son till kung Run av Strathclyde (son till Kenneth I) | Kung 878 vid Aeds död (möjligen samregent med Giric)   | 889                                                                      | Okänt dödsår                                                             | [ 7 ] [ 8 ]   |
| Donald II (Dòmhnall mac Chòiseim · Domnall mac Causantín · Dásachtach [Galningen])                                    |      | Okänt födelseår son till Konstantin I                                 | Kung 889 vid Girics (och möjligen Eochaids) död        | 900 i Forres eller Dunnottar                                             | 900 i Forres eller Dunnottar                                             | [ 9 ]         |
| Konstantin II (Constantine II) (Còiseam mac Aoidh · Causantín mac Áeda · An Midhaise [Den medelåldrade])              |      | Före 879 son till Aed                                                 | Kung 900 vid Donald II:s död                           | 943 abdikerad för att bli munk                                           | 952 i klostret i St Andrews                                              | [ 10 ]        |
| Malkolm I (Maol Chaluim mac Dhòmhnaill · Máel Coluim mac Domnaill · An Bodhbhdercc [Den farlige röde])                |      | Omkring 900 son till Donald II                                        | Kung 943 vid Konstantin II:s abdikation                | 954                                                                      | 954                                                                      | [ 11 ]        |
| Indulf (Ildulb mac Causantín · An Ionsaighthigh [Angriparen])                                                         |      | Okänt födelseår son till Konstantin II                                | Kung 954 vid Malkolm I:s död                           | 962 i Cullen eller klostret i St Andrews                                 | 962 i Cullen eller klostret i St Andrews                                 | [ 12 ] [ 13 ] |
| Dub (Dub, Dubh eller Duff) (Dubh mac Mhaoil Chaluim · Dub mac Maíl Choluim · Dén [Den våldsamme])                     |      | Okänt födelseår son till Malkolm I                                    | Kung 962 vid Indulfs död                               | 967 i Forres                                                             | 967 i Forres                                                             | [ 14 ]        |
| Culen (Cuilén) (Cailean · Cuilén mac Ilduilb · An Fionn [Den vite])                                                   |      | Okänt födelseår son till Indulf                                       | Kung 967 vid Dubs död                                  | 971 möjligen i Abington i South Lanarkshire                              | 971 möjligen i Abington i South Lanarkshire                              | [ 15 ]        |
| Amlaib (Amlaíb) (Amhlaigh · Amlaíb mac Ilduilb)                                                                       |      | Okänt födelseår son till Indulf                                       | Möjligen kung 973 efter Culens död                     | Möjligen 977                                                             | Möjligen 977                                                             | [ 16 ]        |
| Kenneth II (Coinneach mac Mhaoil Chaluim · Cináed mac Maíl Choluim · An Fionnghalach [Brodermördaren])                |      | Före 954 son till Malkolm I                                           | Kung 971 vid Culens död                                | 995 mördad i Fettercairn                                                 | 995 mördad i Fettercairn                                                 | [ 17 ]        |
| Konstantin III (Constantine III) (Còiseam mac Chailein · Causantín mac Cuiléin)                                       |      | Okänt födelseår son till Culen                                        | Kung 995 vid Kenneth II:s död                          | 997 stupad i Rathinveramond nära Perth                                   | 997 stupad i Rathinveramond nära Perth                                   |               |
| Kenneth III (Coinneach mac Dhuibh · Cináed mac Duib · An Donn [Hövdingen] eller [Den brune])                          |      | Före 967 son till Dub                                                 | Kung 997 vid Konstantin III:s död                      | 25 mars 1005 dödad i slaget vid Monzievaird vid Strathearn av Malkolm II | 25 mars 1005 dödad i slaget vid Monzievaird vid Strathearn av Malkolm II | [ 18 ]        |
| Malkolm II (Maol Chaluim mac Choinnich · Máel Coluim mac Cináeda · Forranach [Förgöraren])                            |      | Okänt födelseår son till Kenneth II                                   | Kung 25 mars 1005 vid Kenneth III:s död                | 25 november 1034 mördad i Glamis                                         | 25 november 1034 mördad i Glamis                                         | [ 19 ]        |
| Namn Svenska · Modern engelska Modern gaeliska · Medeltida gaeliska Smeknamn på gaeliska [med svensk översättning]    | Bild | Födelse                                                               | Tillträde                                              | Frånträde                                                                | Död                                                                      | Källor        |

## Ätten Dunkeld (1034–1040)
Duncan tog över tronen då han var dotterson till Malkolm II (han var också arvinge till Malkolm I, eftersom hans farfar, Duncan av Atholl, var tredje son till denne). Ätten Dunkeld var därför en fortsättning på ätten Alpin. Efter en misslyckad regering blev Duncan dödad på slagfältet av Macbeth, som fick ett långt och ganska framgångsrikt styre.
| Namn Svenska · Modern engelska Modern gaeliska · Medeltida gaeliska Smeknamn på gaeliska [med svensk översättning] | Bild | Födelse                                                                                           | Tillträde                                  | Frånträde                                               | Död                                                     | Källor |
| --- | ---- | ------------------------------------------------------------------------------------------------- | ------------------------------------------ | ------------------------------------------------------- | ------------------------------------------------------- | ------ |
| Duncan I (Donnchadh mac Crìonain · Donnchad mac Crínáin · An t-Ilgarach [Den sjuke])                               |      | Omkring 1001 son till Crínán av Dunkeld, dotterson till Malkolm II och sonsons son till Malkolm I | Kung 25 november 1034 vid Malkolm II:s död | 14 augusti 1040 stupad i strid vid Pitgaveny nära Elgin | 14 augusti 1040 stupad i strid vid Pitgaveny nära Elgin | [ 21 ] |
| Namn Svenska · Modern engelska Modern gaeliska · Medeltida gaeliska Smeknamn på gaeliska [med svensk översättning] | Bild | Födelse                                                                                           | Tillträde                                  | Frånträde                                               | Död                                                     | Källor |

## Ätten Moray (1040–1058)
| Namn Svenska · Modern engelska Modern gaeliska · Medeltida gaeliska Smeknamn på gaeliska [med svensk översättning] | Bild | Födelse                                                                                  | Tillträde                               | Frånträde                                                   | Död                                                         | Källor        |
| --- | ---- | ---------------------------------------------------------------------------------------- | --------------------------------------- | ----------------------------------------------------------- | ----------------------------------------------------------- | ------------- |
| Macbeth (MacBheatha mac Fhionnlaigh · Mac Bethad mac Findláich · Rí Deircc [Den röde kungen])                      |      | Okänt födelseår son till Findláech av Moray och dotterson till Malkolm II                | Kung 14 augusti 1040 vid Duncan I:s död | 15 augusti 1057 stupad i strid vid Lumphanan eller Scone    | 15 augusti 1057 stupad i strid vid Lumphanan eller Scone    | [ 22 ]        |
| Lulach (Lughlagh mac Gille Chomghain · Lulach mac Gille Comgaín · Tairbith [Den olycklige] och Fatuus [Den dumme]) |      | Omkring 1029 i Moray son till Gille Coemgáin av Moray och Kenneth III:s sondotter Gruoch | Kung 15 augusti 1057 vid Macbeths död   | 17 mars 1058 mördad av Malkolm III i Rhynie i Aberdeenshire | 17 mars 1058 mördad av Malkolm III i Rhynie i Aberdeenshire | [ 22 ] [ 23 ] |
| Namn Svenska · Modern engelska Modern gaeliska · Medeltida gaeliska Smeknamn på gaeliska [med svensk översättning] | Bild | Födelse                                                                                  | Tillträde                               | Frånträde                                                   | Död                                                         | Källor        |

## Ätten Dunkeld (återinsatt 1058–1286)
I ett antal fältslag mellan 1057 och 1058 blev både Macbeth och hans arvinge och styvson Lulach besegrade och dödade av Duncans son Malkolm III, som gjorde anspråk på tronen. De dynastiska fejderna tog dock inte slut i och med detta; när Malkolm stupade i strid gjorde hans bror Donald Ban anspråk på tronen och förvisade Malkolms söner från Skottland. Inbördeskrig inom familjen utbröt, där Donald Ban och Malkolms son Edmund stod mot Malkolms engelskstödda söner, först ledda av Duncan II och sedan av Edgar. Edgar triumferade och skickade sin farbror och bror i kloster. Efter David I:s styre gick den skotska tronen i arv enligt primogeniturens regler från far till son, eller, om detta inte var möjligt, från bror till bror.
| Namn Svenska · Modern engelska Modern gaeliska · Medeltida gaeliska Smeknamn på gaeliska [med svensk översättning] | Bild | Födelse                                                                                      | Tillträde                                              | Frånträde                                     | Död                                           | Källor |
| --- | ---- | -------------------------------------------------------------------------------------------- | ------------------------------------------------------ | --------------------------------------------- | --------------------------------------------- | ------ |
| Malkolm III (Maol Chaluim mac Dhonnchaidh · Máel Coluim mac Donnchada · Cenn Mór [Stor hövding])                   |      | 26 mars 1031 son till Duncan I och Suthen                                                    | Kung 17 mars 1058 vid Lulachs död                      | 13 november 1093 i Alnwick i England          | 13 november 1093 i Alnwick i England          | [ 24 ] |
| Donald III (Dòmhnall mac Dhonnchaidh · Domnall mac Donnchada · Bán [Den blonde])                                   |      | Omkring 1033 son till Duncan I och Suthen                                                    | Kung 13 november 1093 vid Malkolm III:s död            | Maj 1094 avsatt av sin brorson Duncan II      |                                               |        |
| Duncan II (Donnchadh mac Mhaoil Chaluim · Donnchad mac Maíl Choluim)                                               |      | Före 1060 son till Malkolm III och Ingibiorg Finnsdottir                                     | Kung i maj 1094 vid farbrodern Donald III:s avsättning | 12 november 1094 mördad på Donald III:s order | 12 november 1094 mördad på Donald III:s order |        |
| Donald III (Dòmhnall mac Dhonnchaidh · Domnall mac Donnchada · Bán [Den blonde])                                   |      |                                                                                              | Kung 12 november 1094 vid Duncan II:s död              | 1097 avsatt av sin brorson Edgar              | 1099 i Angus                                  |        |
| Edgar (Eagar mac Mhaoil Chaluim · Étgar mac Maíl Choluim · Probus [Den tappre])                                    |      | Cirka 1074 son till Malkolm III och Margareta av Wessex                                      | Kung 1097 vid Donald III:s avsättning                  | 8 januari 1107 i Edinburgh                    | 8 januari 1107 i Edinburgh                    | [ 25 ] |
| Alexander I (Alasdair mac Mhaoil Chaluim · Alaxandair mac Maíl Choluim · [Den vildsinte])                          |      | Cirka 1078 son till Malkolm III och Margareta av Wessex                                      | Kung 8 januari 1107 vid Edgars död                     | 23 april 1124 i Stirling                      | 23 april 1124 i Stirling                      | [ 26 ] |
| David I (Dàibhidh mac Mhaoil Chaluim · Dabíd mac Maíl Choluim · [Helgonet])                                        |      | Cirka 1084 son till Malkolm III och Margareta av Wessex                                      | Kung i april eller maj 1124 vid Alexander I:s död      | 24 maj 1153 i Carlisle                        | 24 maj 1153 i Carlisle                        | [ 27 ] |
| Malkolm IV (Maol Chaluim mac Eanraig · Máel Coluim mac Eanric · Virgo [Jungfrun] och Cenn Mór [Stor hövding])      |      | Någon gång mellan 23 april och 24 maj 1141 son till Henrik av Northumbria och Ada de Warenne | Kung 24 maj 1153 vid David I:s död                     | 9 december 1165 i Jedburgh                    | 9 december 1165 i Jedburgh                    |        |
| Vilhelm I (William I) (Uilleam mac Eanraig · Uilliam mac Eanric · [Lejonet] och Garbh [Den hårde])                 |      | Cirka 1143 son till Henrik av Northumbria och Ada de Warenne                                 | Kung 9 december 1165 vid Malkolm IV:s död              | 4 december 1214 i Stirling                    | 4 december 1214 i Stirling                    | [ 28 ] |
| Alexander II (Alasdair mac Uilleim · Alaxandair mac Uilliam)                                                       |      | 24 augusti 1198 i Haddington son till Vilhelm I och Ermengarde de Beaumont                   | Kung 4 december 1214 vid Vilhelm I:s död               | 6 juli 1249 i Kerrera                         | 6 juli 1249 i Kerrera                         |        |
| Alexander III (Alasdair mac Alasdair · Alaxandair mac Alaxandair)                                                  |      | 4 september 1241 i Roxburgh son till Alexander II och Marie de Coucy                         | Kung 6 juli 1249 vid Alexander II:s död                | 19 mars 1286 vid Kinghorn Ness i Fife         | 19 mars 1286 vid Kinghorn Ness i Fife         |        |
| Namn Svenska · Modern engelska Modern gaeliska · Medeltida gaeliska Smeknamn på gaeliska [med svensk översättning] | Bild | Födelse                                                                                      | Tillträde                                              | Frånträde                                     | Död                                           | Källor |

## Hårfagreätten (1286–1290) (omstridd)
Den siste kungen av ätten Dunkeld var Alexander III. Hans första hustru Margareta hade fött honom två söner och en dotter, men 1286 var hans söner döda och hans dotter Margareta hade fått en enda dotter, som också hette Margareta, med sin man, kung Erik Prästhatare av Norge innan hon själv dog. Alexander gifte om sig, men omkom på våren 1286 i en ridolycka på väg hem. Hans hustru, Yolande av Dreux, var gravid, men i november 1286 hade allt hopp om att hon skulle föda ett levande barn slocknat. I fördraget i Salisbury erkände Skottlands väktare därför Alexanders dotterdotter, Margareta av Norge, som Skottlands regerande drottning. Margareta var kvar hos sin far i Norge till hösten 1290, då hon skickades till Skottland. Emellertid dog hon under färden i Orkney, utan att ha satt foten på skotsk mark, och utan att ha blivit krönt i Scone. Därför anses hon inte alltid som drottning.
| Namn Svenska · Modern engelska                               | Bild | Födelse                                                                               | Tillträde                                                                          | Frånträde                  | Död                        | Källor |
| ------------------------------------------------------------ | ---- | ------------------------------------------------------------------------------------- | ---------------------------------------------------------------------------------- | -------------------------- | -------------------------- | ------ |
| Margareta (Margaret, the Maid of Norway [Jungfrun av Norge]) |      | 9 april 1283 i Norge dotter till Erik prästhatare av Norge och Margareta av Skottland | Vald till regerande drottning 25 november 1286 efter morfadern Alexander III:s död | 26 september 1290 i Orkney | 26 september 1290 i Orkney |        |
| Namn Svenska · Modern engelska                               | Bild | Födelse                                                                               | Tillträde                                                                          | Frånträde                  | Död                        | Källor |

## Ätten Balliol (1292–1296)
Margaretas död inledde ett tvåårigt interregnum i Skottland, orsakat av en successionskris. I och med hennes död var Vilhelm I:s ättlingar utdöda; inte heller fanns det någon självklar arvinge. Tretton kandidater presenterade sig; de mest betydande var John de Balliol, som var barnbarnsbarn till Vilhelm I:s yngre bror David av Huntingdon, och Robert de Brus, som var herre till Annandale och Davids barnbarn. De skotska magnaterna inbjöd Edvard I av England att slita tvisten om tronanspråken. Han gjorde så, men tvingade samtidigt skottarna att svära honom trohetsed som sin herre. Slutligen bestämdes det, att John de Balliol skulle bli kung, men han visade sig vara svag och inkompetent, och 1296 tvingades han att abdikera av Edvard, som sedan försökte annektera Skottland till England.
| Namn Svenska · Modern engelska · Gaeliska              | Bild | Födelse                                                            | Tillträde                                       | Frånträde                                                         | Död                        | Källor |
| ------------------------------------------------------ | ---- | ------------------------------------------------------------------ | ----------------------------------------------- | ----------------------------------------------------------------- | -------------------------- | ------ |
| John Balliol (Iain Balliol · Toom Tabard [Tom mantel]) |      | Cirka 1249 son till John I de Balliol och Dervorguilla av Galloway | Kung 17 november 1292 efter två års interregnum | 10 juli 1296 tvingad att abdikera av den engelske kungen Edvard I | 25 november 1314 i Picardy |        |
| Namn Svenska · Modern engelska · Gaeliska              | Bild | Födelse                                                            | Tillträde                                       | Frånträde                                                         | Död                        | Källor |

## Ätten Bruce (1306–1371)
I tio år hade Skottland ingen egen kung. Skottarna vägrade dock att acceptera det engelska styret; först kämpade William Wallace och sedan, efter hans avrättning, Robert the Bruce (sonson till 1292 års tronpretendent) mot engelsmännen. Bruce och hans anhängare dödade den rivaliserande tronpretendenten John III Comyn den 10 februari 1306 vid Greyfriars Church i Dumfries. Strax därpå kröntes Robert till Skottlands kung i Scone. Hans energi och det faktum att den kraftfulle Edvard I efterträddes på den engelska tronen av sin svage son Edvard II, gjorde att Skottland kunde frigöra sig från det engelska styret; i slaget vid Bannockburn 1314 krossades engelsmännen av skottarna och 1329 gick engelsmännen i ett avtal med på att acceptera Skottlands självständighet. Roberts efterträdare, hans son David, var ännu omyndig vid sitt trontillträde. Engelsmännen återupptog då kriget och David tvingades fly riket av kung Johns son Edvard Balliol, som lyckades bli krönt till Skottlands kung och ge bort Skottlands sydligaste provinser till England, innan han kördes ut ur riket. David tillbringade stor del av sitt liv i exil, först i frihet hos sin allierade, kungen av Frankrike, och sedan i fängelse i England; han kunde återvända till Skottland först 1357. När han dog barnlös 1371 dog ätten Bruce ut.
| Namn Svenska · Modern engelska · Gaeliska                       | Bild | Födelse                                                                                           | Tillträde                           | Frånträde                               | Död                                     | Källor |
| --------------------------------------------------------------- | ---- | ------------------------------------------------------------------------------------------------- | ----------------------------------- | --------------------------------------- | --------------------------------------- | ------ |
| Robert I (Robert the Good [Robert den gode] · Roibert a Briuis) |      | 11 juli 1274 på slottet Turnberry Castle i Ayrshire son till Robert Bruce och Marjorie av Carrick | Kung 25 mars 1306                   | 7 juni 1329 på godset i Cardross        | 7 juni 1329 på godset i Cardross        |        |
| David II (Dàibhidh Bruis)                                       |      | 5 mars 1324 på slottet Dunfermline Palace i Fife son till Robert I och Elizabeth de Burgh         | Kung 7 juni 1329 vid Robert I:s död | 22 februari 1371 på slottet i Edinburgh | 22 februari 1371 på slottet i Edinburgh |        |
| Namn Svenska · Modern engelska · Gaeliska                       | Bild | Födelse                                                                                           | Tillträde                           | Frånträde                               | Död                                     | Källor |

## Ätten Stewart/Stuart

### Stewart (1371–1567)
Robert the Stewart var son till Robert I:s dotter Marjorie. Då han var född 1316 var han äldre än sin morbror David II. Därför var han vid sitt trontillträde en gammal man, som inte kunde regera med kraft – ett problem som även hans son Robert III led av efter att han hade ådragit sig permanenta skador i en ridolycka. Efter dessa båda regenter följde ett antal förmyndarskap, eftersom efterföljande kungar var mycket unga. Därför uppstod under Stewartarnas tid långa perioder av kunglig oförmåga, under vilka adeln tog makten från kronan, följda av perioder av personligt styre av regenterna, under vilka han eller hon försökte ta hand om de problem, som hade uppstått under hans eller hennes egen omyndighetstid och under föregående regenters tid. Det blev allt svårare att styra Skottland, eftersom den mäktiga adeln blev alltmer omedgörlig; Jakob I:s försök att hindra oordningen i riket slutade med att han blev mördad; Jakob III blev dödad i ett inbördeskrig mellan honom och adeln, som leddes av hans egen son; när Jakob IV, som hade styrt med fast hand och undertryckt adeln, stupade i slaget vid Flodden, blev hans hustru Margareta Tudor, som hade utsetts till förmyndare för deras unge son Jakob V, avsatt av adelsmännen och Jakob V:s egen hustru, Marie de Guise, lyckades under sin unga dotter Maria I:s omyndighetstid styra Skottland enbart genom att söndra och härska bland adelsfraktionerna, och genom att med givmild hand utdela franska mutor. Jakob V:s dotter Maria I såg det som omöjligt att styra Skottland, när hon hade att göra med adelns självsäkerhet och folkets omedgörlighet, då de höll sig till kalvinismen och avvisade hennes katolicism. Hon tvingades abdikera och flydde till England, där hon avrättades för förräderi mot den engelska drottningen Elisabet I. Vid hennes abdikation blev hennes minderårige son Jakob VI kung.
| Namn Svenska · Modern engelska · Gaeliska                                                                              | Bild | Födelse                                                                                           | Tillträde                                              | Frånträde                                                 | Död                                                                                            | Källor        |
| --- | ---- | ------------------------------------------------------------------------------------------------- | ------------------------------------------------------ | --------------------------------------------------------- | ---------------------------------------------------------------------------------------------- | ------------- |
| Robert II (Robert the Steward · Roibert II Stiùbhairt)                                                                 |      | 2 mars 1316 i Paisley i Renfrewshire son till Walter Stewart och Robert I:s dotter Marjorie Bruce | Kung 22 februari 1371 vid David II:s död               | 19 april 1390 på slottet Dundonald Castle i Ayrshire      | 19 april 1390 på slottet Dundonald Castle i Ayrshire                                           | [ 29 ] [ 30 ] |
| Robert III född John Stewart (Robert the Lame King [Robert den lame kungen] · Roibert III Stiùbhairt/An Righ Bhacaigh) |      | 14 augusti 1337 på slottet Scone Palace son till Robert II och Elizabeth Mure                     | Kung 19 april 1390 vid Robert II:s död                 | 4 april 1406 på slottet Rothesay Castle                   | 4 april 1406 på slottet Rothesay Castle                                                        | [ 31 ]        |
| Jakob I (James I · Seumas I Stiùbhairt)                                                                                |      | 10 december 1394 på slottet Dunfermline Palace i Fife son till Robert III och Anabella Drummond   | Kung 4 april 1406 vid Robert III:s död                 | 21 februari 1437 i Blackfriars i Perth                    | 21 februari 1437 i Blackfriars i Perth                                                         | [ 32 ]        |
| Jakob II (James II/Fiery Face [Eldansiktet] · Seumas II Stiùbhairt)                                                    |      | 16 oktober 1430 i klostret Holyrood Abbey son till Jakob I och Johanna Beaufort                   | Kung 21 februari 1437 vid Jakob I:s död                | 3 augusti 1460 på slottet Roxburgh Castle i Roxburghshire | 3 augusti 1460 på slottet Roxburgh Castle i Roxburghshire                                      | [ 33 ]        |
| Jakob III (James III · Seumas III Stiùbhairt)                                                                          |      | 10 juli 1451 på slottet i Stirling eller St Andrews son till Jakob II och Maria av Gueldres       | Kung 3 augusti 1460 vid Jakob II:s död                 | 11 juni 1488 i Sauchie Burn                               | 11 juni 1488 i Sauchie Burn                                                                    | [ 34 ]        |
| Jakob IV (James IV · Seumas IV Stiùbhairt)                                                                             |      | 17 mars 1473 på slottet i Stirling son till Jakob III och Margareta av Danmark                    | Kung 11 juni 1488 vid Jakob III:s död                  | 9 september 1513 stupad i slaget vid Flodden              | 9 september 1513 stupad i slaget vid Flodden                                                   | [ 35 ]        |
| Jakob V (James V · Seumas V Stiùbhairt)                                                                                |      | 10 april 1512 på slottet Linlithgow Palace i Linlithgow son till Jakob IV och Margareta Tudor     | Kung 9 september 1513 vid Jakob IV:s död               | 14 december 1542 på slottet Falkland Palace i Fife        | 14 december 1542 på slottet Falkland Palace i Fife                                             | [ 36 ] [ 37 ] |
| Maria I (Mary I · Mairi Stiùbhairt)                                                                                    |      | 8 december 1542 på slottet Linlithgow Palace i Linlithgow dotter till Jakob V och Maria av Guise  | Regerande drottning 14 december 1542 vid Jakob V:s död | 24 juli 1567 tvingad att abdikera och flydd till England  | 8 februari 1587 avrättad på slottet i Fotheringhay på order av drottning Elisabet I av England | [ 38 ] [ 39 ] |
| Namn Svenska · Modern engelska · Gaeliska                                                                              | Bild | Födelse                                                                                           | Tillträde                                              | Frånträde                                                 | Död                                                                                            | Källor        |

### Stuart (1567–1651)
Stewartarna från Lennox var en sidogren av familjen Stewart, men var inte i rakt nedstigande led manliga ättlingar till Robert II, som var den förste Stewart som blev Skottlands kung, utan istället från hans förfader Alexander Stewart. I forna tider hade de, under inflytande av "the Auld Alliance" med Frankrike, anpassat efternamnet till den franska formen Stuart. När så earlens av Lennox son Henry Stuart, Lord Darnley, gifte sig med Maria I, kom deras son, som den förste kungen av Lennoxgrenen av familjen Stewart, att härska under namnet Stuart. Jakob VI blev också kung av England och Irland under namnet Jakob år 1603, när hans kusin Elisabet I dog; därefter hade monarkin huvudsakligen sitt säte i England, trots att de engelska och skotska kronorna förblev separata. Jakobs son Karl I drabbades av inbördeskrig; konflikten varade i åtta år och slutade med att han avrättades. Det engelska parlamentet tillkännagav då, att den engelska monarkin var avskaffad; efter viss tvekan bröt Skottlands parlament banden med England och utropade Karls son och arvinge Karl till kung. Han härskade till 1651, då Oliver Cromwells trupper ockuperade Skottland och drev honom i exil.
| Namn Svenska · Engelska · Gaeliska                                                | Bild | Födelse                                                                                    | Tillträde                                                             | Frånträde                                                               | Död                                                                     | Källor |
| --------------------------------------------------------------------------------- | ---- | ------------------------------------------------------------------------------------------ | --------------------------------------------------------------------- | ----------------------------------------------------------------------- | ----------------------------------------------------------------------- | ------ |
| Jakob VI "Fredsmakarkungen" (James I, the Peacemaker King · Seumas VI Stiùbhairt) |      | 19 juni 1566 på slottet i Edinburgh son till Henry och Maria I Stuart                      | Kung 24 juli 1567 vid Maria I:s abdikation                            | 27 mars 1625 på slottet Theobalds House                                 | 27 mars 1625 på slottet Theobalds House                                 | [ 40 ] |
| Karl I (Charles I · Teàrlach I Stiùbhairt)                                        |      | 19 november 1600 på slottet Dunfermline Palace son till Jakob VI och Anna av Danmark       | Kung 27 mars 1625 vid Jakob I:s död                                   | 30 januari 1649 avrättad genom halshuggning på slottet Whitehall Palace | 30 januari 1649 avrättad genom halshuggning på slottet Whitehall Palace | [ 41 ] |
| Karl II (Charles II, the Merrie Monarch · Teàrlach II Stiùbhairt)                 |      | 29 maj 1630 på slottet St. James's Palace son till Karl I och Henrietta Maria av Frankrike | Erkänd som kung av rojalister 30 januari 1649 vid Karl I:s avrättning | 3 september 1651 tvingad att abdikera och gå i exil av Oliver Cromwell  |                                                                         | [ 42 ] |
| Namn Svenska · Engelska · Gaeliska                                                | Bild | Födelse                                                                                    | Tillträde                                                             | Frånträde                                                               | Död                                                                     | Källor |

## Samväldet
Sedan Karl II hade blivit avsatt 1651 inlemmades Skottland 1653 i det engelska samväldet. Det styrdes från 1653 av en Lordprotektor, under perioden som kallas Protektoratet.
| Namn Svenska · Engelska                              | Bild | Födelse                                                                       | Tillträde                                               | Frånträde                                                  | Död                          | Källor        |
| ---------------------------------------------------- | ---- | ----------------------------------------------------------------------------- | ------------------------------------------------------- | ---------------------------------------------------------- | ---------------------------- | ------------- |
| Oliver Cromwell (Oliver Cromwell, Old Ironsides)     |      | 25 april 1599 i Huntingdon son till sir Robert Cromwell och Elizabeth Steward | Lordprotektor 16 december 1653                          | 3 september 1658 i Whitehall                               | 3 september 1658 i Whitehall | [ 43 ] [ 44 ] |
| Richard Cromwell (Richard Cromwell, Tumbledown Dick) |      | 4 oktober 1626 i Huntingdon son till Oliver Cromwell och Elizabeth Bourchie   | Lordprotektor 3 september 1658 vid Oliver Cromwells död | 25 maj 1659 abdikerad efter påtryckningar från parlamentet | 12 juli 1712 i Cheshunt      | [ 45 ] [ 46 ] |
| Namn Svenska · Engelska                              | Bild | Födelse                                                                       | Tillträde                                               | Frånträde                                                  | Död                          | Källor        |

## Ätten Stuart (återinsatt) (1660–1707)
Genom den engelska restaurationen blev Stuartarna åter kungar av Skottland. Landets rättigheter respekterades dock inte; det skotska parlamentet upplöstes under Karl II:s regering och hans bror Jakob utnämndes till guvernör över Skottland. Han blev kung under namnet Jakob VII 1685, men hans katolicism accepterades inte och han fördrevs från England efter tre år. I hans ställe kom hans dotter Maria och hennes make Vilhelm av Oranien, som var härskare över den nederländska republiken. De accepterades som härskare över Skottland efter en tids tvekan från det skotska parlamentet och härskade tillsammans som Vilhelm II och Maria II. Ett försök att etablera ett skotskt kolonialimperium, i konkurrens med det engelska, genom den så kallade Dariénplanen, misslyckades och gjorde skotska staten bankrutt. Detta sammanföll med Jakob VII:s dotter Annas trontillträde. Hon hade flera barn, men inget av dem överlevde henne och vid hennes död var hennes närmaste arvinge hennes halvbror Jakob, som befann sig i exil i Frankrike. Engelsmännen ville ha Sofia av Hanover (barnbarn till Jakob VI) som arvinge; skottarna föredrog prins Jakob, som, såsom varande en Stuart, var skotte, och de hotade att bryta kronornas förening mellan England och Skottland, genom att välja honom till skotsk kung. För att bevara unionen utarbetade engelsmännen en plan, genom vilken de båda kungarikena skulle sammanslås till ett enda, Kungariket Storbritannien, styrt av en enda monark och med ett enda parlament. Både det engelska och det skotska parlamentet gick med på detta (skottarna dock något motvilligt, främst motiverade av den ekonomiska krisen). Därmed gick kungariket Skottland samman med kungariket England och upplöstes. Därefter har monarkerna, även om de har härskat över nationen Skottland, härskat som monarker av Storbritannien och därefter det Förenade kungariket Storbritannien och Irland/Nordirland.
| Namn Svenska · Engelska · Gaeliska                                              | Bild | Födelse | Tillträde                                                                                              | Frånträde                                                                        | Död                                                  | Källor        |
| ------------------------------------------------------------------------------- | ---- | --- | --- | -------------------------------------------------------------------------------- | ---------------------------------------------------- | ------------- |
| Karl II (Charles II, the Merrie Monarch · Teàrlach II Stiùbhairt)               |      | | Kung 29 maj 1660 vid den engelska restaurationen                                                       | 6 februari 1685 på slottet Whitehall Palace                                      | 6 februari 1685 på slottet Whitehall Palace          |               |
| Jakob VII (James VII · Seumas VII Stiùbhairt)                                   |      | 14 oktober 1633 på slottet St. James's Palace son till Karl I och Henrietta Maria av Frankrike                     | Kung 6 februari 1685 vid Karl II:s död                                                                 | 23 december 1688 avsatt under den ärorika revolutionen                           | 16 september 1701 på slottet i Saint-Germain-en-Laye | [ 47 ] [ 48 ] |
| Maria II (Mary II · Mairi II Stiùbhairt)                                        |      | 30 april 1662 på slottet St. James's Palace dotter till Jakob VII och Anne Hyde                                    | Regerande drottning och samregent med sin make Vilhelm II 13 februari 1689 efter Jakob II:s avsättning | 28 december 1694 på slottet Kensington Palace                                    | 28 december 1694 på slottet Kensington Palace        | [ 49 ]        |
| Vilhelm II Vilhelm av Oranien (William II / William of Orange · Uilleam Orains) |      | 4 november 1650 i Haag i Nederländerna son till ståthållaren Vilhelm II av Oranien och prinsessan Maria av Oranien | Kung och samregent med sin maka Maria II 13 februari 1689 efter Jakob II:s avsättning                  | 8 mars 1702 på slottet Kensington Palace                                         | 8 mars 1702 på slottet Kensington Palace             | [ 49 ]        |
| Anna (Anne · Anna Stiùbhairt)                                                   |      | 6 februari 1665 på slottet St. James's Palace dotter till Jakob VII och Anne Hyde                                  | Regerande drottning 8 mars 1702 vid Vilhelm II:s död                                                   | 1 maj 1707 då hon istället officiellt blev regerande drottning av Storbritannien | 1 augusti 1714 på slottet Kensington Palace          | [ 50 ]        |
| Namn Svenska · Engelska · Gaeliska                                              | Bild | Födelse | Tillträde                                                                                              | Frånträde                                                                        | Död                                                  | Källor        |

## Unionsakterna
Unionsakterna (1707) var ett par parlamentsakter som antogs under 1706 och 1707 av de engelska och skotska parlamenten för att verkställa villkoren i unionsfördraget som hade beslutats den 22 juli 1706, efter förhandlingar mellan kommissionärer, som representerade de båda ländernas parlament. Akterna förenade Kungariket England och Kungariket Skottland (tidigare två olika stater, med separata lagstiftande församlingar, men med samma monark) till ett land med namnet Kungariket Storbritannien.
De två länderna hade då haft samma regent i över 100 år, sedan Föreningen av kronorna 1603, när kung Jakob VI av Skottland ärvde den engelska tronen från sin fränka, drottning Elisabet I). Även om föreningen beskrivs som en "förening av kronor" var det fram till 1707 emellertid två separata kronor på samma huvud. Det hade gjorts tre försök 1606, 1667 och 1689 att förena de båda länderna genom parlamentsakter, men det var inte förrän under det tidiga 1700-talet, som tanken hade båda de politiska enheternas stöd, även om det var av ganska olika orsaker.

## Jakobitiska pretendenter
Jakob VII fortsatte att hävda sina anspråk på de engelska, skotska och irländska tronerna. När han dog 1701 ärvde hans son Jakob faderns anspråk och kallade sig Jakob VIII av Skottland och III av England och Irland. Detta fortsatte han med resten av sitt liv, även sedan England och Skottland hade förenats och bildat Kungariket Storbritannien 1707. 1715, året efter att hans syster drottning Anna hade dött och deras kusin Georg av Hanover hade tillträtt den brittiska tronen, landsteg Jakob i Skottland och gjorde anspråk på tronen; han misslyckades och tvingades fly tillbaka till kontinenten. Ett andra försök av hans son Karl 1745 misslyckades också. Båda Jakobs barn dog utan legitima arvingar, vilket gjorde att ätten Stuart dog ut.
- Jakob VIII (James VIII/Seumas VIII), även känd som Den gamle pretendenten (The Old Pretender), Jakob VII:s son, var pretendent från 1701 till sin död 1766.
- Karl III (Charles III/Teàrlach III), även känd som Den unge pretendenten (The Young Pretender) och ofta kallad Bonnie Prince Charlie, Jakob VIII:s son, var pretendent från sin fars död till sin egen (1788) utan legitim arvinge.
- Henrik I (Henry I/Eanraig I), Karl III:s bror och Jakob VIII:s yngste son, var pretendent från broderns död tills han själv dog ogift 1807.

Efter 1807 övertogs de jakobitiska anspråken först av Huset Savojen (1807–1840) och sedan av Huset Habsburg-Lothringens Modenagren (1840–1919) samt slutligen till Huset Wittelsbach (sedan 1919). Den nuvarande arvingen är hertig Franz av Bayern, men varken han eller någon av hans förfäder har sedan 1807 hävdat anspråken.
- Michel Roger Lafosse har sedan 1979 hävdat att han är prins av Albany och rättmätig arvinge till den skotska tronen.